# 2015 par pays en Océanie
Les événements de l'année 2015 en Océanie. Cet article traite des événements ayant marqué les pays situés en Océanie.
2013 par pays en Océanie - 2014 par pays en Océanie - 2015 - 2016 par pays en Océanie - 2017 par pays en Océanie
2013 en Océanie - 2014 en Océanie - 2015 en Océanie - 2016 en Océanie - 2017 en Océanie

## Australie
- depuis le 3 janvier : Des feux de brousse incontrôlés dévastent une partie des États du Victoria et d'Australie-Méridionale, et sont décrits par les autorités comme les pires depuis les incendies du Mercredi des Cendres de 1983[1],[2].
- 9 au 31 janvier : L'Australie accueille la Coupe d'Asie des nations de football 2015, qu'elle remporte en battant la Corée du Sud 2-1 en finale[3].
- 5 mars : Le lanceur d'alerte Edward Snowden révèle que l'Australie espionne les télécommunications indonésiennes, et collabore avec la Nouvelle-Zélande pour espionner les États insulaires du Pacifique, pour le compte de l'alliance Five Eyes et des États-Unis[4],[5].
- 20 mars : Mort de Malcolm Fraser (né le 21 mai 1930), premier ministre de 1975 à 1983[6].
- 29 mars : L'Australie bat la Nouvelle-Zélande en finale de la Coupe du monde de cricket de 2015, à Melbourne[7].
- 10 avril : Mort de Richie Benaud (né le 6 octobre 1930), capitaine de l'équipe d'Australie de cricket de 1958 à 1964, puis célèbre commentateur de cricket sur Channel Nine. Le gouvernement propose à sa famille des funérailles d'État[8].
- 25 avril : Anzac Day : L'Australie et la Nouvelle-Zélande commémorent le centenaire de la bataille des Dardanelles[9].
- 29 avril : L'Indonésie exécute deux Australiens pour trafic de drogue. L'Australie, qui avait demandé la clémence et souligné la réhabilitation réussie des deux hommes, rappelle son ambassadeur en signe de protestation[10].
- 8 au 10 mai : L'Australie accueille les Championnats d'Océanie d'athlétisme 2015 à Cairns. Le pays hôte termine en tête au classement des médailles.

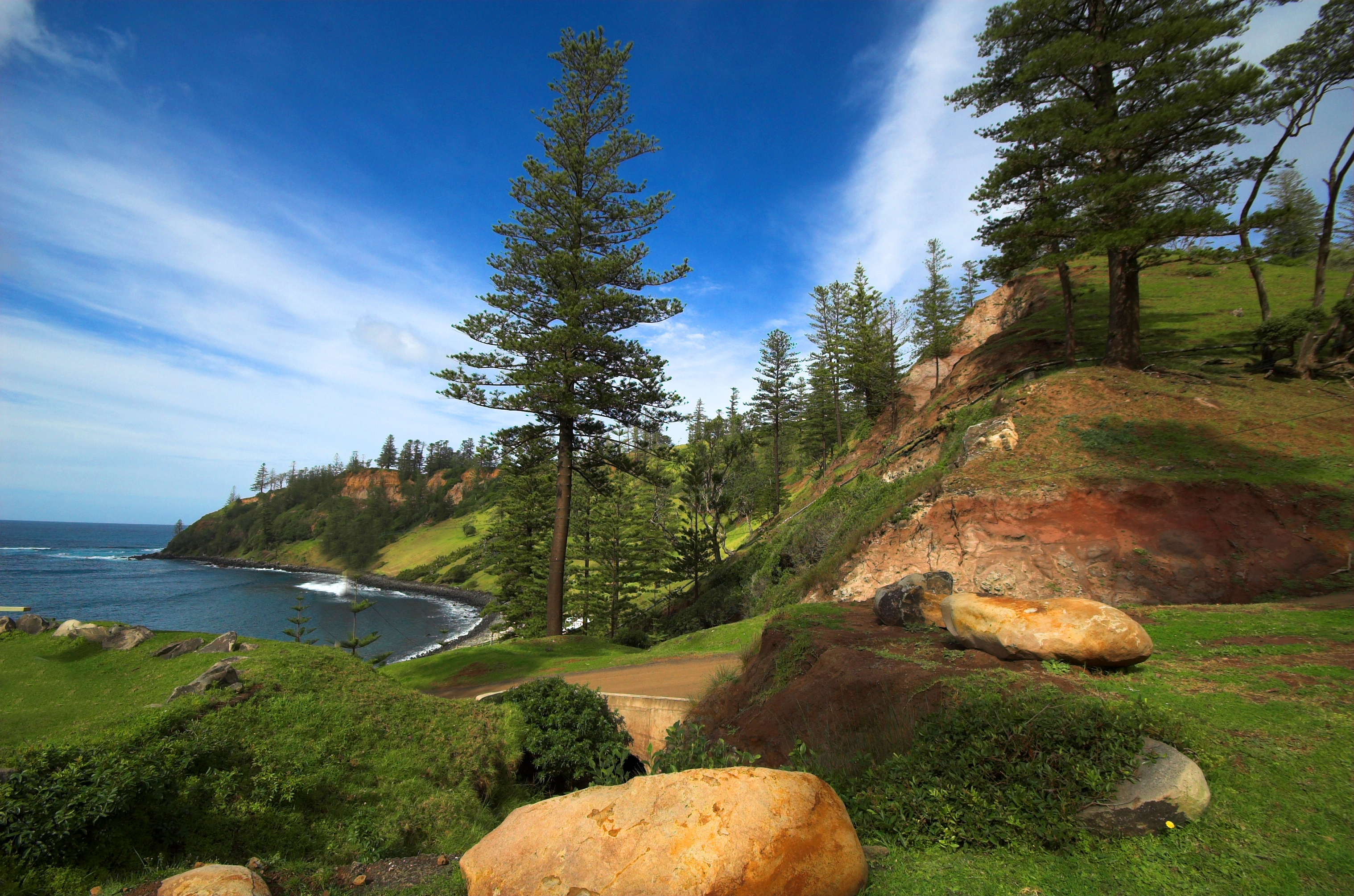
L'île Norfolk, qui perd son autonomie politique vis-à-vis de l'Australie au mois de mai.

- 12 mai : L'île Norfolk, le seul territoire australien d'outre-mer habité, perd son autonomie politique à la suite d'un vote du Parlement fédéral australien. L'assemblée législative et le gouvernement autonome de l'île sont abrogés[11].
- 2 août : Bronwyn Bishop, présidente de la Chambre des représentants, démissionne, sous pression pour avoir abusivement utilisé de l'argent public à des fins personnelles à plusieurs reprises[12].
- 14 septembre : Les députés du Parti libéral votent pour remplacer leur chef, Tony Abbott, par Malcolm Turnbull[13]. En tant que chef du principal parti au Parlement, Turnbull devient Premier ministre le lendemain[14].
- 14 septembre : La Royal Australian Air Force opère pour la première fois des frappes aériennes en Syrie contre l'organisation « État islamique », dans le cadre de la coalition internationale. Dans le même temps, l'Australie promet d'accueillir 12 000 réfugiés syriens issus de « minorités persécutées »[15].
- 2 octobre : Un adolescent de 15 ans abat un policier, Curtis Cheng, à Sydney. Abattu à son tour par la police, il est soupçonné d'avoir agi au nom d'un islamisme radical, alors que l'organisation « État islamique » appelle ses partisans en Australie à commettre des meurtres aléatoires[16].
- 29 décembre : Les ministres Jamie Briggs (Infrastructure et Développement régional) et Mal Brough (secrétaire d'État aux Matériels de défense et aux Sciences) démissionnent à la suite de scandales distincts[17].

## Kiribati
- 6 février : Tetaua Taitai, chef de l'opposition, décède d'un cancer à l'âge de 67 ans[18].
- mars : Le cyclone Pam détruit des foyers, endommage des terres agricoles et provoque d'importantes inondations. L'état d'urgence est décrété[19].
- 30 décembre : Premier tour des élections législatives.

## Îles Marshall
- 16 novembre : élections législatives[20].

## Nouvelle Calédonie
- 1er mai : Le sommet Oceania 21 à Nouméa se conclut sur la déclaration de Lifou, exhortant la communauté internationale à soutenir davantage les petits États insulaires dans leur lutte contre les effets du réchauffement climatique, et à s'engager à limiter ce réchauffement. Présidé par le vice-Premier ministre samoan Fonotoe Pierre Lauofo, le sommet réunit quinze États et territoires océaniens[21].

## Samoa
- 5 au 11 septembre : Apia, la capitale, accueille les Jeux de la Jeunesse du Commonwealth 2015[22].